# The Listener (Film)
The Listener (dt.: „Die Zuhörerin“) ist ein  US-amerikanischer Spielfilm von Steve Buscemi aus dem Jahr 2022. Das Drama stellt eine ehrenamtliche Telefonseelsorgerin in den Mittelpunkt, die während einer Nachtschicht mit ihrer eigenen Vergangenheit konfrontiert wird. Die Hauptrolle übernahm Tessa Thompson.
Das Werk wurde am 9. September 2022 im Rahmen der Internationalen Filmfestspiele von Venedig uraufgeführt.

## Handlung
Beth arbeitet von zu Hause aus für die Telefonseelsorge. Ehrenamtlich nimmt sie jede Nacht Anrufe von allen möglichen Menschen aus Amerika entgegen. Begleitet wird sie dabei nur von ihrem Hunde Coltrane. Obwohl die Arbeitsbelastung seit Beginn der COVID-19-Pandemie im letzten Jahr erheblich zugenommen hat, geht sie weiter dieser Tätigkeit nach. Sie versucht die Anrufer zu trösten, die sich häufig einsam oder hoffnungslos fühlen oder gebrochen sind. Sie fragt sich, ob sie in dieser Nacht wieder jemanden verlieren wird oder einen Anrufer retten kann. Im Laufe ihres Telefondiensts erreicht Beth ein verzweifelter Anruf. Sie muss daraufhin entscheiden, ob sie das vorgegebene Protokoll brechen soll, um der Person zu helfen. Durch den Anruf kommt Beths eigene Geschichte ans Licht. Auch wird enthüllt, warum sie dieser Tätigkeit ehrenamtlich nachgeht.

## Entstehungsgeschichte
The Listener ist der sechste Spielfilm des überwiegend als Schauspieler tätigen US-Amerikaners Steve Buscemi. Es handelt sich um die erste Regiearbeit bei einem Film seit seinem dialoglastigen Werk Interview (2007), in dem er auch als Darsteller zu sehen war. Für das Drehbuch zeichnete der Oscar-nominierte Autor Alessandro Camon verantwortlich. Das Skript stellt über die gesamte Länge des Films mit der Telefonseelsorgerin Beth eine einzige Figur in den Mittelpunkt. Von den sie erreichenden Anrufern sind für die Zuschauer nur die Stimmen zu hören. Regisseur Buscemi sollte nach Fertigstellung des Films Drehbuchautor Camon und Schauspielerin Tessa Thompson sehr loben, die für die Rolle der Beth verpflichtet wurde. Ihn hätten schon immer charaktergeschriebene Geschichten interessiert. The Listener beleuchte Themen der psychischen Gesundheit, die Buscemi wichtig und in den letzten Jahren in einer Zeit der Unsicherheit in den Vordergrund gerückt seien. „In einer Zeit, in der Superhelden-Unterhaltung eine willkommene Flucht aus der Realität bietet, uns aber möglicherweise hilflos davor zurücklässt, fühlte es sich entscheidend an, einen Film zu machen, in dem unsere Hauptfigur eine Superkraft hat, die wir alle in uns selbst finden können: Zuhören“, so Buscemi.
Die Dreharbeiten fanden zwischen August und September 2021 in Los Angeles statt. Der Drehplan sah nur sechs Tage vor. Das Projekt wurde nach Beendigung der Dreharbeiten im Oktober 2021 öffentlich.
Produziert wurde The Listener von Steve Buscemi und Tessa Thompson gemeinsam mit Wren Arthur, Oren Moverman, Lauren Hantz, Sean King O’Grady und Bill Stert. Die Gesellschaft Hantz Motion Pictures finanzierte und produzierte den Film zusammen mit Olive Productions, Sight Unseen Pictures und Atlas Industries. Um die amerikanischen Verwertungsrechte kümmert sich das Unternehmen Verve.

## Veröffentlichung
Die Premiere von The Listener erfolgte am 9. September 2022 beim Filmfestival von Venedig, wo Buscemis Regiearbeit außer Konkurrenz als Abschlussfilm der unabhängigen Reihe Giornate degli Autori (Venice Days) ausgewählt wurde.